# Itinéraire complémentaire 6 (Portugal)
L'IC6 est une voie rapide sans profil autoroutier qui relie l' IP 3  à proximité de Oliveira do Mondego à la  N 17  à proximité de Candosa (à l'est de Tábua). Sa longueur est de 29 km.
Le projet d'agrandissement est retenue dans le "Programa nacional de investimentos 2030". Il prévoit une prolongation entre Tábua et Folhadosa (en passant par la zone industrielle d'Oliveira do Hospital). Elle est prévue entre 2021 et 2030.
Il était prévu initialement de prolonger l'IC6 à l'est jusqu'à Oliveira do Hospital dans un premier temps, puis jusqu'à Covilhã et l' , en passant par la Serra da Estrela.
La longueur finale de la voie rapide sera alors de 87 km.
Voir le tracé de l'IC6 sur GoogleMaps

## État des tronçons
| Tronçon                                          | État (2011)                                                                                     | km   |
| ------------------------------------------------ | ----------------------------------------------------------------------------------------------- | ---- |
| Oliveira do Mondego ( IP 3 ) – Catraia dos Poços | En service (1997)                                                                               | 12,5 |
| Catraia dos Poços - Arganil                      | En service (03/2010)                                                                            | 3,2  |
| Arganil - Pinheiro de Coja                       | En service (04/2010)                                                                            | 9,6  |
| Pinheiro de Coja - Candosa (Tábua)               | En service (02/2010)                                                                            | 3,2  |
| Candosa (Tábua) - Oliveira do Hospital ( IC 7 )  | Adjudication du projet repoussée pour cause de crise économique (Concession : Serra da Estrela) | 19   |
| Oliveira do Hospital ( IC 7 ) - Covilhã ()       | Adjudication du projet repoussée pour cause de crise économique (Concession : Serra da Estrela) | 39   |

## Capacité
| Section                                        | Capacité | Longueur |
| ---------------------------------------------- | -------- | -------- |
| Oliveira do Mondego ( IP 3 ) - Candosa (Tábua) |          | 29 km    |

## Itinéraire
| Sorties        | Villes                                               |
| -------------- | ---------------------------------------------------- |
|                | Penacova - Coimbra IP 3 Santa Comba Dão - Viseu IP 3 |
| 01             | Paredes                                              |
| 02             | Silveirinho                                          |
| 03             | São Pedro de Alvo                                    |
| 04             | Estrela de Alvo - São Paio do Mondego                |
| 05             | Catraia dos Poços - São Martinho da Cortiça N 17     |
| 06             | Arganil                                              |
| 07             | Tábua Espariz                                        |
| 08             | Pinheiro de Coja                                     |
| 09             | Candosa - Tábua-Est                                  |
|                | Direction Oliveira do Hospital N 17                  |
| 10 (En projet) | Vila Chã                                             |
| 11 (En projet) | Travanca de Lagos                                    |
| 12 (En projet) | Oliveira do Hospital                                 |
| 13 (En projet) | Oliveira do Hospital (Zone Industrielle)             |
| 14 (En projet) | Folhadosa Seia IC 7                                  |
| 15 (En projet) | Vide                                                 |
| 16 (En projet) | Pedras Lavradas                                      |
| 17 (En projet) | Erada                                                |
| 18 (En projet) | Tortosendo                                           |
| 19 (En projet) | Covilhã (Parc Industriel)                            |
| (En projet)    | Guarda Castelo Branco                                |